# Jürgen Hinrichs (Politiker, 1934)
Jürgen Hinrichs (* 7. April 1934 in Buchholz in der Nordheide; † 12. April 2023) war ein deutscher Politiker und Landtagsabgeordneter (FDP).

## Leben
Nach dem Besuch der Volksschule und des Ludwig-Meyn-Gymnasiums in Uetersen mit dem Abschluss Abitur im Jahr 1955 studierte er in Hamburg und Münster und war nach Ablegen der ersten und zweiten Staatsprüfung für das Lehramt an Höheren Schulen im Schuldienst tätig, zuletzt als Studiendirektor. Von 1981 bis 1995 war er als Leitender Regierungsschuldirektor Leiter des Staatlichen Prüfungsamts für Erste Staatsprüfungen für Lehrämter an Schulen an den Universitäten Bielefeld, Paderborn und der Musikhochschule in Detmold.
Hinrichs war seit 1955 Mitglied der Burschenschaft Alemannia Straßburg zu Hamburg, heute Burschenschaft Hansea-Alemannia Hamburg.

## Politik
Hinrichs trat 1955 der FDP bei, deren Bezirksvorsitzender für Ostwestfalen-Lippe er von 1971 bis 1990 war. Von 1969 bis 1975 gehörte er dem Kreistag im Kreis Herford an, wobei er seit 1973 FDP-Fraktionsvorsitzender dort war. Vom 28. Mai 1975 bis zum 28. Mai 1980 war er Mitglied des Landtags des Landes Nordrhein-Westfalen. Er wurde über die Landesliste seiner Partei gewählt. 1989 wurde er für eine fünfjährige Amtsperiode in den Rat der Stadt Herford gewählt und war in dieser Zeit auch stellvertretender Bürgermeister.